# Enneapterygius ventermaculus
Enneapterygius ventermaculus är en fiskart som beskrevs av Holleman 1982. Enneapterygius ventermaculus ingår i släktet Enneapterygius och familjen Tripterygiidae. Inga underarter finns listade i Catalogue of Life.